# Brønnøysundregistrene

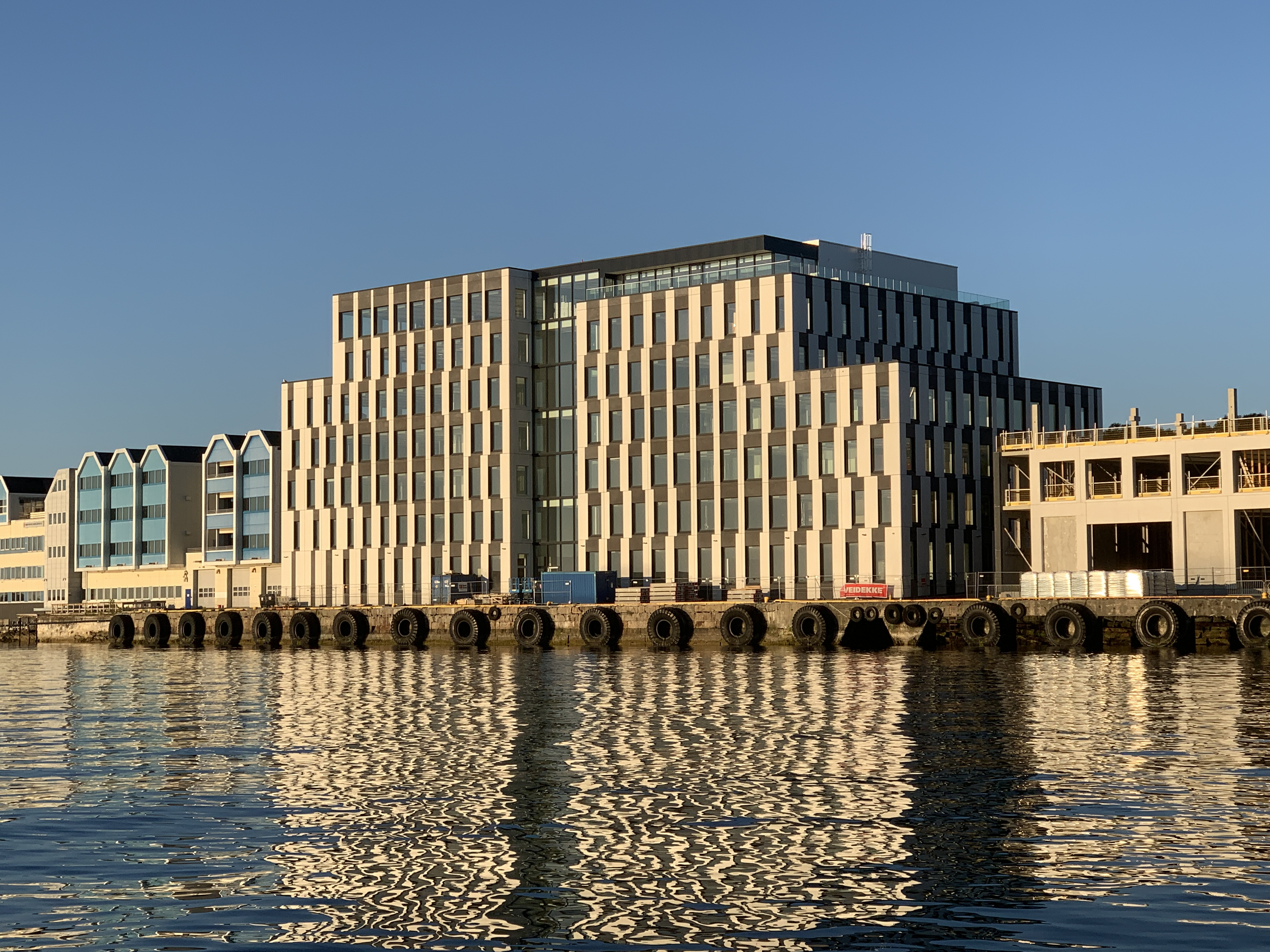
Brønnøysundregistrene i Brønnøysund i Brønnøy kommun i Nordland fylke

Registerenheten i Brønnøysund (vanligen kallat Brønnøysundregistrene) är en norsk förvaltningsmyndighet med ansvar för en rad nationella kontroll- och registreringsordningar. Myndighetens överordnade mål är att bidra till ökad ekonomisk trygghet och effektivitet både för näringslivet och i samhället generellt. Registret har kontor i Brønnøysund i Brønnøy kommun i Nordland fylke.

## Historik[1]
Myndighetens ursprung var beslutet att Lösöresregistret (Løsøreregisteret) för pantsatt lösöre skulle centraliseras och datoriseras, detta efter att Lov om pant i løsøre antagits 1978. Detta centralregister lades under sorenskriveren i Brønnøy.
Senare tillkom fler register, bland annat stiftades 1981 lagen om forskrift om innsendingsplikt for årsregnskap vilket ledde till att Regnskapsregisteret hamnade i Brønnøysund.
1 januari 1988 blev samtliga nationella register överförda från sorenskriveren och den nya myndigheten bildades.

## Register förlagda till myndigheten:[2]
- Akvakulturregisteret
- Ektepaktregisteret
- Eco-Management and Audit Scheme (EMAS)
- Enhetsregisteret
- Foretaksregisteret
- Frivillighetsregisteret
- Gebyrsentralen
- Gjeldsordningsregisteret
- Jegerregisteret
- Kommunalt rapporteringsregister (KOR)
- Konkursregisteret
  - (inkluderar Konkurskaranteneregisteret)
- Løsøreregisteret
- Oppgaveregisteret
- Partiregisteret
- Registeret for offentlig støtte
- Registeret for utøvere av alternativ behandling
- Regnskapsregisteret
- Reservasjonsregisteret
- SERES